# Лениногорск
Лениного́рск (тат. Лениногорск) — город (с 1955 года) в Республике Татарстан России. Административный центр Лениногорского района.
Образует муниципальное образование город Лениногорск со статусом городского поселения как единственный населённый пункт в его составе.
Промышленный и культурный центр республики, входящий в территориально-производственный комплекс Юго-Восточной экономической зоны. Третий город полицентрической Альметьевской (Альметьевско-Бугульминско-Лениногорской) агломерации. Город неоднократно удостоен звания одного из самых благоустроенных городов РСФСР и России.

## Этимология
Известно с XIX века как слобода Новописьмянская, она же Новая Письмянка, очевидно, выделившаяся из деревни Письмянская Старая, она же Письмянка Ясачная. Общий элемент этих названий «Письмянка» представляет собой русскую адаптацию татарской топонимической основы «писмен, печмен», широко представленной в гидронимии и ойконимии Татарстана. Эту основу возводят к древнетюркскому bise — «лес, роща», а элемент мен сопоставляют с окончанием в этнонимах туркмен, бесермен. В 1955 году село Новая Письмянка (тат. Яңа Писмән) преобразовано в город и названо Лениногорск в честь В. И. Ленина, где формант -горск понимается как «город».

## Физико-географическая характеристика

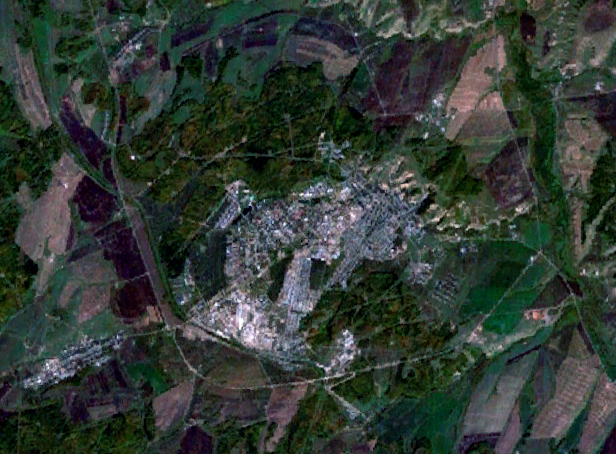
Вид из космоса

Въездная стела

Город расположен на юго-востоке Татарстана, в верхнем течении реки Степной Зай на склонах Бугульминско-Белебеевской возвышенности в пределах Ромашкинского нефтяного месторождения, в 308 км к юго-востоку от Казани и в 1126 км к востоку от Москвы.
Границами города являются: с севера лесные кварталы гослесфонда; с востока и юга объездная автодорога, связывающая две автомагистрали регионального значения и лесной массив гослесфонда; с запада железнодорожная магистраль и лесной массив гослесфонда. С запада на восток по территории города протекает река Камышла, которая берёт начало из многочисленных источников, выходящих на склонах оврагов северо-западнее Лениногорска.
Город обладает высоким туристско-рекреационным потенциалом, находится в окружении лесопарковой зоны и зелёной зоны лесфонда. Лениногорск снабжается только артезианской водой, поступающей с Сугушлинского и Старописьмянского водозаборов, которые расположены в зоне обширного подземного природного резервуара пресной воды.

### Рельеф и растительность
Город расположен на Восточно-Европейской равнине и представляет собой относительно возвышенную и всхолмлённую местность, так называемое Бугульминско-Шугуровское двухъярусное возвышенное плато и приуроченную к водоразделу рек Степной Зай и Лесной Шешмы. Характерной особенностью рельефа является довольно значительная расчленённость его сетью речных долин, оврагов и логов. Вследствие этого здесь преобладают участки, которые опускаются к долинам рек или пологим сглаженным скатам, или крутым террасовым уступам. Средняя высота города над уровнем моря около 250 метров. Рельеф территории города характеризуется абсолютными отметками 165 и 334 метров. Рельеф относительно неравномерный, с очень крутым и высоким левым берегом реки Камышлы, перепад вертикальных отметок которого достигает 100 метров. Общий уклон поверхности на северо-восток.
Геологически территория города состоит из отложений уржумского и казанского ярусов пермской системы, которые перекрыты чехлом четвертичных образований. Основные почвы: выщелоченный чернозём. Речка Камышла длиною 7,5 км в пределах Лениногорска имеет извилистое русло, крутые берега высотой до двух метров. Река покрывается льдом с середины ноября до середины апреля. Среди деревьев произрастают остролистный клён, серебристый и пирамидный тополь, яблоня, берёза, ель, рябина, лиственница и другие. На городских газонах растут луговая овсяница, безостый костёр. В цветниках высаживают петунии, агератумы, герани, ценерарии и другие цветы.

### Экология
Основными источниками загрязнения воздушного бассейна города являются стационарные источники и автотранспорт. 86 % выбросов загрязняющих веществ в атмосферный воздух от стационарных источников приходится на топливный, химический, нефтехимический и теплоэнергетический комплексы. В 2009 году в городе учтено 657 стационарных источников выбросов с общим выбросом загрязняющих веществ 0,745 тысяч тонн, что составляет ▼ 87 % от показателей 2008 года. Снижение выбросов связано со снижением добычи нефти по причине мирового кризиса. Основная масса выбросов вредных веществ в атмосферу от стационарных источников приходится на НГДУ «Лениногорскнефть», «Транснефть», Лениногорский опытный завод «Нефтеавтоматика», завод «Автоспецоборудование», завод железобетонных изделий, предприятие «Лениногорские тепловые сети», компанию «Лест».
Число автотранспортных средств в 2009 году являющихся передвижными источниками загрязнения атмосферного воздуха города составляет 21087 автомобилей, с общим выбросом 9,4 тыс. тонн.
Предприятие «Водоканал» эксплуатирует в городе биологические очистные сооружения общей производительностью 17 тыс. м в сутки. Это единственное предприятие, имеющее разрешение на сброс сточных вод в реку Камышлу после предварительной очистки.
С территории города бытовые отходы вывозятся на полигон твёрдых бытовых отходов «Био», расположенный в 9 км юго-восточнее города. Полигон площадью 13,3 га и вместимостью 606 тыс. м введён в эксплуатацию в 2003 году с расчётным сроком эксплуатации 16 лет. На нём осуществляется сортировка отходов, отсортированное вторсырьё реализуется специализированным предприятиям. В 2009 году было вывезено 26,7 тыс. тонн отходов, в том числе бытовых 14,4 тыс. тон, промышленных 12,3 тыс. тонн.

### Часовой пояс
Город Лениногорск, как и весь Татарстан, находится в часовом поясе, обозначаемом по международному стандарту как Moscow Time Zone (MSK/MSD). Смещение относительно UTC составляет +3:00.

### Климат
Город расположен в III умеренно континентальном климатическом районе, характеризуется относительно холодной, морозной зимой и умеренно жарким летом. Средняя годовая температура +3,3 °C. Средняя температура наиболее холодной пятидневки −31 °C. Средняя температура наиболее холодного периода −19 °C. Средняя температура наиболее холодного месяца (января) −6,3 °C. Средняя температура за отопительный период −5,7 °C. Продолжительность отопительного периода 222 дня. Самый холодный месяц: январь со средней температурой −15 °C, самый тёплый: июль, его средняя температура +24 °C. Абсолютный температурный максимум составляет +37 °C, а абсолютный температурный минимум −37 °C.
| Показатель                    | Янв.  | Фев.  | Март | Апр. | Май | Июнь | Июль | Авг. | Сен. | Окт. | Нояб. | Дек. | Год |
| ----------------------------- | ----- | ----- | ---- | ---- | --- | ---- | ---- | ---- | ---- | ---- | ----- | ---- | --- |
| Абсолютный максимум, °C       | 3     | 7     | 10   | 28   | 32  | 37   | 34   | 34   | 33   | 22   | 13    | 6    | 37  |
| Средний суточный максимум, °C | −8    | −8    | −1   | 9    | 18  | 22   | 24   | 22   | 16   | 7    | −2    | −7   | 7,7 |
| Средняя температура, °C       | −11,5 | −11,5 | −5   | 4,5  | 12  | 16,5 | 18,5 | 16,5 | 11   | 4    | −5    | −10  | 3,3 |
| Средний суточный минимум, °C  | −15   | −15   | −9   | 0    | 6   | 11   | 13   | 11   | 6    | 1    | −8    | −13  | −1  |
| Абсолютный минимум, °C        | −37   | −35   | −24  | −18  | −9  | −1   | −4   | 1    | −5   | −14  | −27   | −37  | −37 |
| Норма осадков, мм             | 22    | 19    | 13   | 18   | 34  | 52   | 42   | 41   | 31   | 45   | 33    | 20   | 370 |
| Источник: «weather2.com»      |       |       |      |      |     |      |      |      |      |      |       |      |     |

## История
Основан в 1795 году как село Новая Письмянка, статус города с 1955 года.

### Ранний период

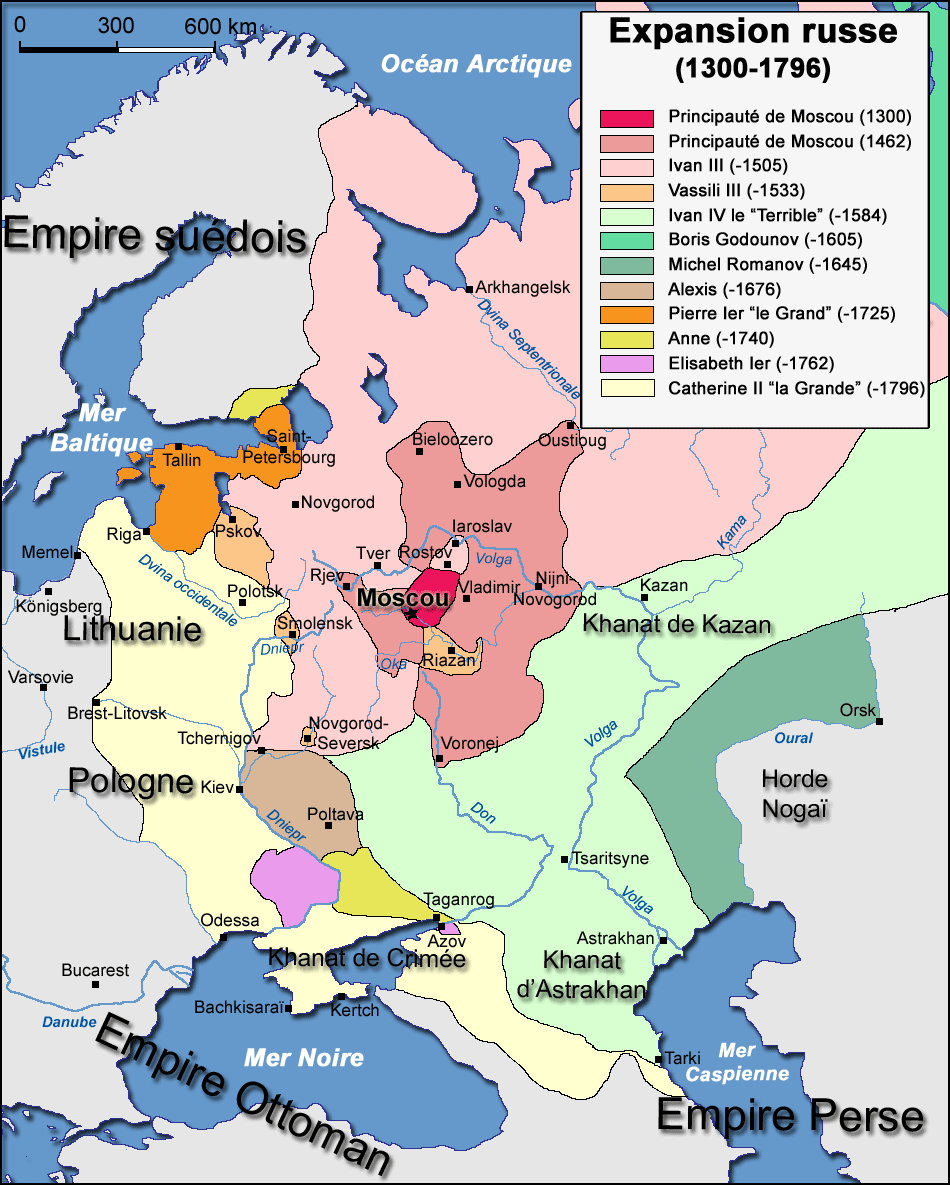
Границы России в период 1300—1796 гг.

До 1630-х годов территория современного Лениногорска входила в состав Ногайской Орды и была заселена тюркскими кочевниками. Археологические раскопки свидетельствуют, что люди в окрестностях этих мест жили с эпохи палеолита.

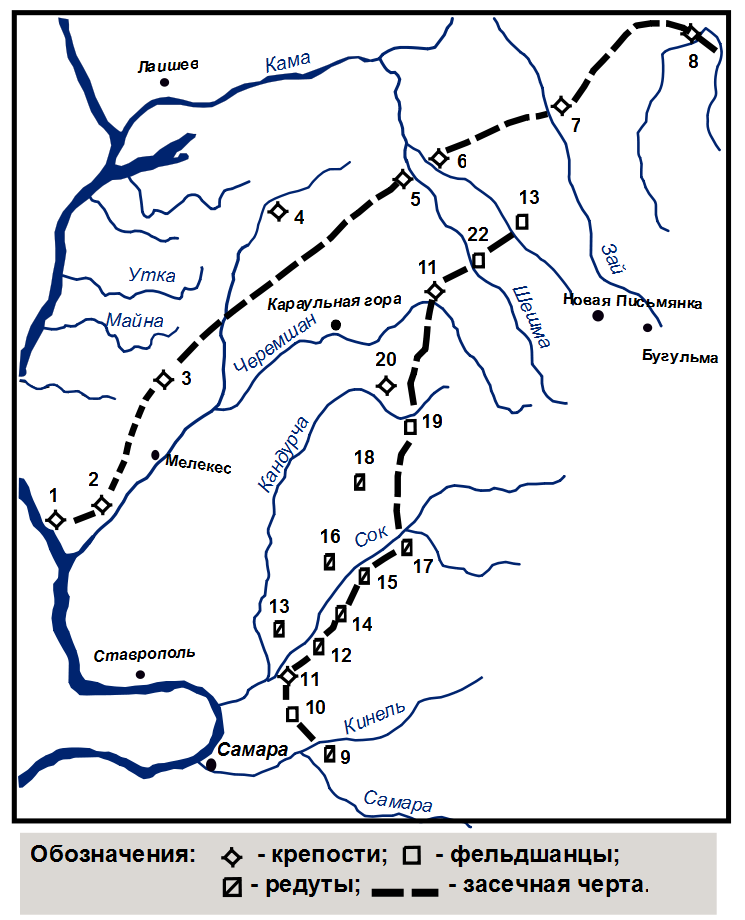
Укрепления Закамских засечных линий. 1 — Белый Яр; 2 — Ерыклинск; 3 — Тиинск; 4 — Билярск; 5 — Новошешминск; 6 — Кичуй; 7 — Заинск; 8 — Мензелинск; 9 — Кинельский; 10 — Красный; 11 — Красноярский; 12 — Раковский; 13 — Чернореченский; 14 — Нижнеорловский; 15 — Верхнеорловский; 16 — Ольшанский; 17 — Суровский; 18 — Липовский; 19 — Кондурчинский; 20 — Верхнекондурчинский; 21 — Черемшанский; 22 — Шешминский; 23 — Кичуевский.

Со второй половины XVII века Русское государство начинает строительство пограничных укреплённых линий на левом берегу Камы, целью которых было предотвращение дальнейших попыток набегов кочевников, а также создание исходного рубежа для дальнейшего продвижения в Казахстан и Среднюю Азию. Эти укрепления представляли собой заграждение, устраиваемые из деревьев средних и более размеров, поваленных крест-накрест вершинами в сторону противника. В историю защитные рубежи вошли под названием засечных черт или линий.
На территории современного Татарстана было построено две засечных черты. Для того чтобы их различать, первую линию, с середины XIX века стали называть Старой (1652—1656 гг.), а вторую, возведённую позднее — Новой Закамской (1731—1736 гг.) линией. Старая Закамская линия протянулась более чем на 450 километров от Белого Яра на Волге (чуть ниже современного Ульяновска) шла вдоль реки Черемшан, удаляясь от неё на 10-15 километров, и уходила к северо-востоку, заканчиваясь на реке Ик, неподалёку от впадения в Каму. На линии было построено семь острогов: Белый Яр, Ерыклинск, Тиинск, Новошешминск, Кичуев, Заинск и Мензелинск. Между острогами черта состояла из разнообразных сооружений из земли, камня и дерева, засек и естественных препятствий. Строителями укреплений были местные жители, главным образом, татары, чуваши, удмурты, марийцы. Таким образом, в Закамье появилось немало новых деревень, началось постепенное заселение южных частей региона. Закамская засечная черта была возведена за сравнительно короткое время, но преграду для врагов она представляла слабую. Прорывы через Закамскую засечную линию происходили в 1654, 1676, 1682 и 1717 годах. Территория современного юго-востока Татарстана фактически выполняла функцию пограничного форпоста.

### XVIII — начало XX века

Деление Уфимской провинции на даруги

В начале XVIII века в Башкирию прибыла комиссия Сената, которая определила стратегически важные районы края, подлежавшие первоочередному заселению. Одним из таких районов стал Западный Башкортостан (юго-восток современного Татарстана). В эти годы Россия начала активно проводить христианизацию в Волго-Уральском регионе, что, в свою очередь, привело к массовым вспышкам недовольства. Разгул насильственного крещения, указы о запрете браков между башкирами и татарами, выдачи татарских и башкирских земель старшинам-мещерякам, закон о разрушении построенных мечетей и запрещении строительства новых. Результатами этой политики были массовые восстаниям и бегство крестьян на юг и юго-восток. Чтобы подавить многочисленные восстания и предотвратить массовое бегство крестьян, властями был принят ряд мер. Одним из методов пресечения следует считать строительство Новой Закамской линии, которая была построена в 1731—1736 годах от Самары до Мензелинска. Новая укрепительная линия не только предусматривала защиту приграничного населения, но и существенно отодвигала границу Российской империи на юг и юго-восток.
Новая Закамская черта проходила по территории Альметьевского района, вплотную подходя к современному Лениногорскому району, что также послужило причиной заселения этих мест. Беглые крестьяне, воспользовавшись этим моментом, ещё до официального разрешения властей начали основывать свои деревни «вне указа» в верховьях рек Зай и Шешмы (современные Лениногорский, Бугульминский и Альметьевский районы). По итогам второй ревизии, проведённой в период 1744—1747 годов, на территории современного Лениногорского района было отмечено 13 сёл: Каратаево, Надерево, Сеитово, Урмушла, Сары Бикчурово, Аналоково, Иштиряк, Каркаля, Шугурово, Токтарово, Куакбашево, Шачили, Измайлово. Большое количество беглых крестьян в одном месте не могло не волновать властей, в связи с этим было решено создать чересполосицу, то есть перемешать мусульманские и христианские деревни. Так, в 30-х годах XVIII века началось заселение солдат в слободы. В 1738—1739 годах отставными солдатами русского и польского происхождения, а также казаками были основаны слободы Кувацкая и Письмянская.

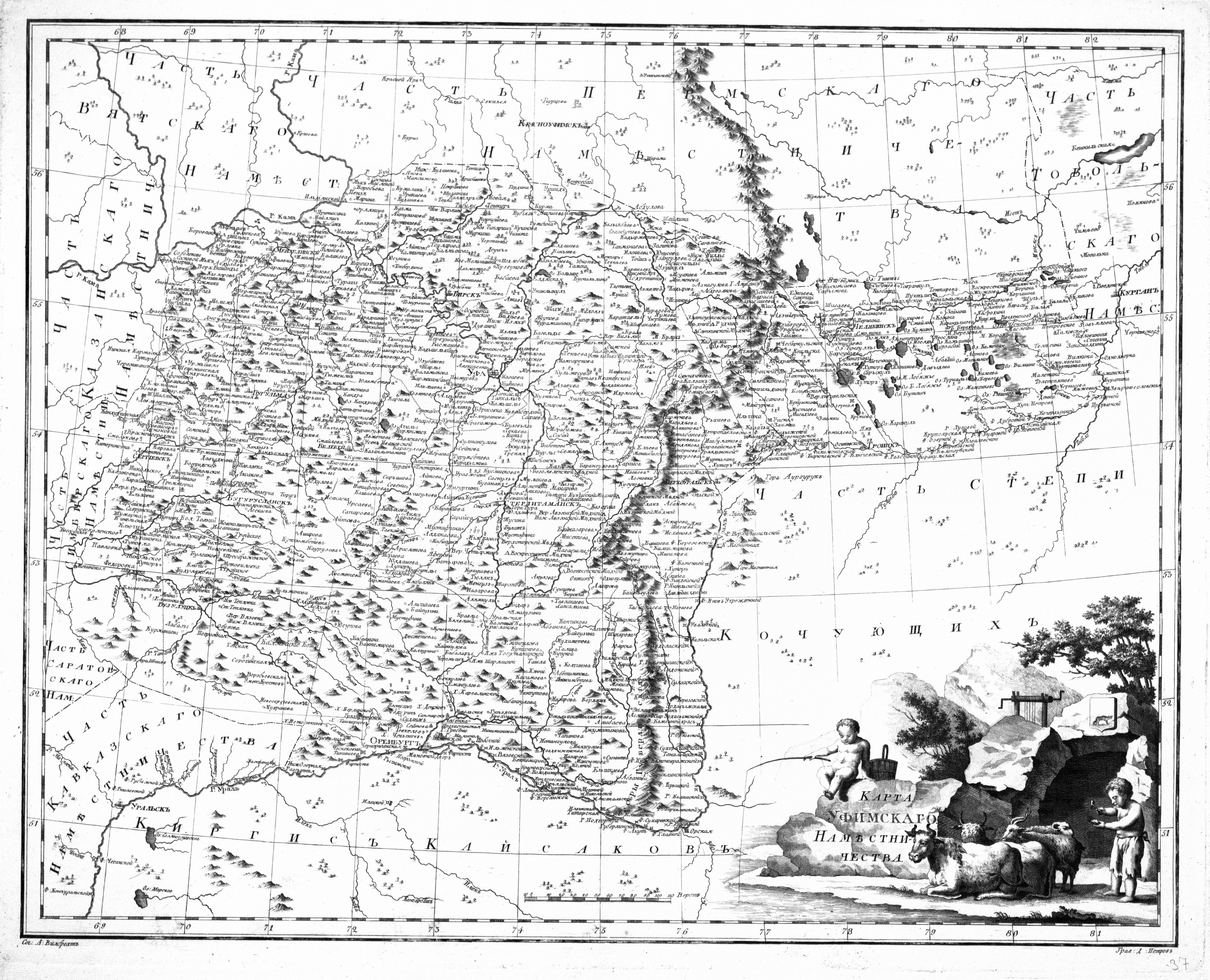
Карта Уфимского наместничества

Прародителем города принято считать Письмянскую слободу, которая впоследствии стала называться Ясачной Письмянкой, а ещё позднее Старой Письмянкой. Письмянская слобода, как результат заранее запланированного и организованного переселения, с самого начала была одним из крупнейших населённых пунктов. Так, уже через пять лет после основания в селе насчитывалось 109 дворов, 384 мужчины и 327 женщин. Имея тенденцию к систематическому росту, в скором времени в Письменской слободе люди стали «задыхаться» от тесноты. К тому же дальние поля находились на расстоянии 18-20 вёрст от населённого пункта. После строительства в 7-8 вёрстах на реке Камышле Шишковым мельницы, началось переселение людей из Письмянской Слободы сюда. Так, в 1795 году возникла деревня Новая Письмянка.

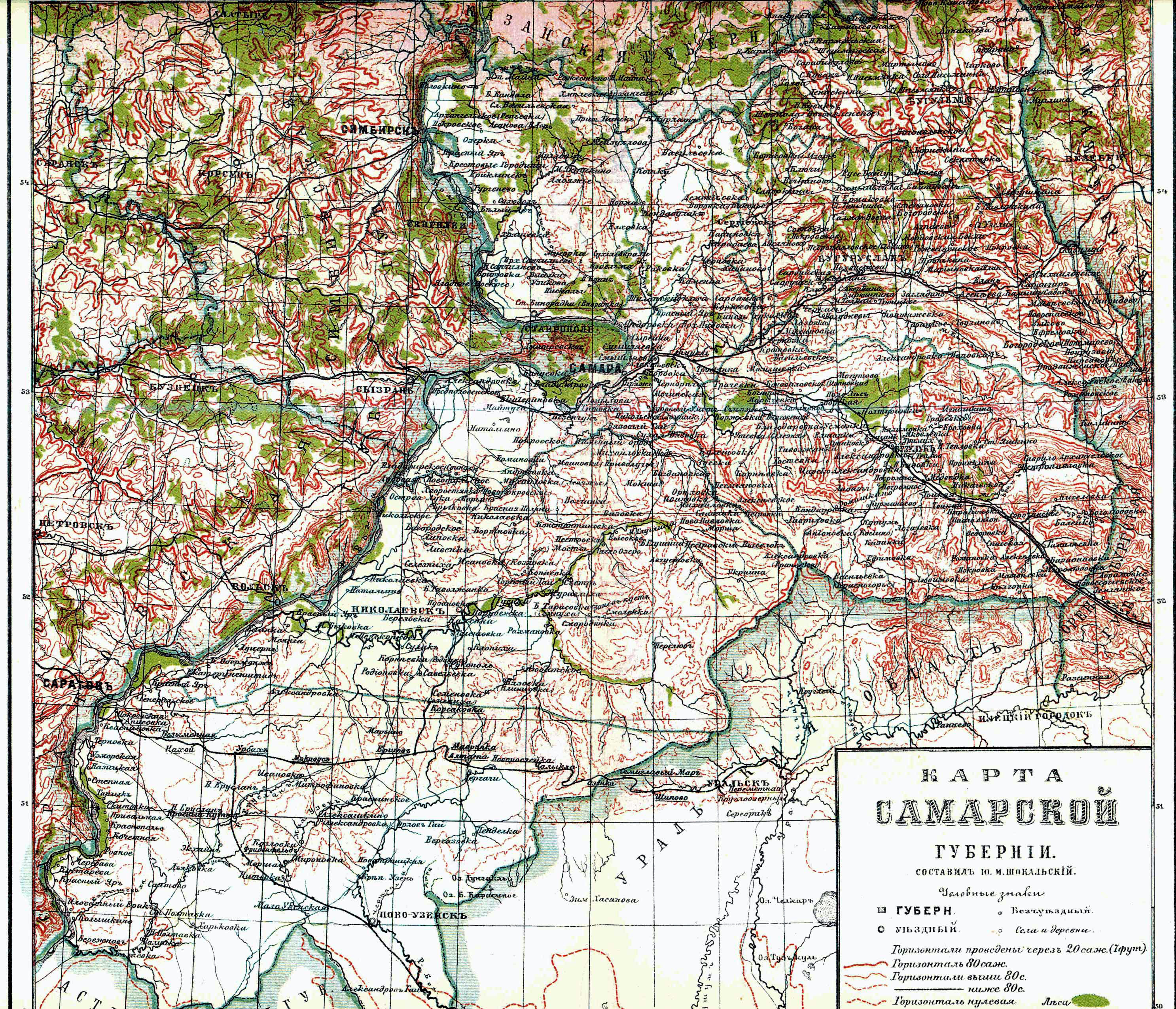
Карта Самарской губернии

Деревня разрасталась довольно быстро, что было обусловлено демографическими, экономическими, общественными и другими причинам. В 1859 году была построена церковь, после чего Новая Письмянка получила статус села. В 1883 году оно стало волостны центром. К этому времени число дворов достигло 278, число жителей — 1481 человек. В 1885 году была открыта церковно-приходская школа. Было в ней три класса. Учителями были поп Терновский Михаил Васильевич, псаломщики Белов Иван Платонович, Сагатовский Михаил Александрович.
Накануне Первой мировой войны Новая Письмянка считалась одним из крупнейших населённых пунктов региона. Здесь было 387 дворов и 1948 жителей (934 мужчины и 1014 женщин), земская (открыта в 1903 году) и церковно-приходская школы, церковь, земской становой, волостное правление, заведение военно-конского участка, 8 мельниц, хотя к тому времени от него отделилась новая деревня Степной Зай.

### Советский период
После Октябрьской революции 1917 года в Бугульминском уезде были произведены выборы сельских и волостных советов и депутатов на первый уездный съезд советов. Первым председателем волостного комитета советов был избран Шалкин Аким Максимович, секретарём Романов Илья Васильевич, заведующим волземотделом Рассказов Семён Кузьмич, депутатом на первый уездный съезд советов Казаков Иван Семёнович.
В силу ряда объективных причин природного характера (летняя засуха 1921 года), а также организационно-управленческих просчётов власти, в Поволжье и на юге Украины вспыхнул массовый голод. В 1921 году для помощи голодающим в селе была организована столовая «Помгол».
Зимой 1930 года был организован первый колхоз «13 лет Октября», а весной этого же года Новая Письмянка вошла в состав вновь организованного Бугульминского района. В 1932 году в селе была открыта школа крестьянской молодёжи (ШКМ), с 1936 года она стала средней школой (школа № 1 г. Лениногорска). В 1934 году организована машинно-тракторная станция, на полях появились первые тракторы и комбайны.
В феврале 1935 года был образован Ново-Письмянский район, центром которого стало село Новая Письмянка. Возглавил созданный в феврале этого же года Ново-Письмянский сельский районный комитет партии (райком) Казаков Пётр Афанасьевич. Первым председателем Новописьмянского исполнительного комитета районного совета депутатов трудящихся (райисполкома) стал В. Старшинов.

Вид на обелиски героям Великой Отечественной войны по проспекту 50 лет Победы. г. Лениногорск.

Лениногорск и район являются родиной двенадцати героев Советского Союза (Багаутдинов Гильми Абзалович (Аблязович), Гафиатуллин Газинур Гафиатуллович, Денисов Иван Фёдорович, Заварыкин Иван Александрович, Мурзин Ибрагим Хусаинович, Садриев Самат Салахович, Ушполис Григорий Саульевич, Хайрутдинов Акрам Мингазович, Халиков Ислам Рахимович, Халиулин Мисбах Халиуллинович, Яковлев Евстафий Григорьевич, Яницкий Василий Иванович), трёх полных кавалеров ордена Славы (Мутигуллин, Абдулла Мутигулович, Алаев Михаил Константинович, Николаев Яков Иванович).

### Период развития нефтяной промышленности

Указ Президиума Верховного Совета РСФСР от 18 августа 1955 г.о преобразовании рабочего посёлка Новая Письмянка в город республиканского подчинения и переименовании его в Лениногорск

31 января 1947 года начались работы по бурению скважины № 3 на Ромашкинской площади с проектной глубиной 1800 метров в 7 километрах от Новой Письмянки. 25 июля 1948 года был получен нефтяной фонтан с дебитом 60 тонн нефти в сутки, затем дебит увеличился до 120 тонн. Было открыто крупнейшее, уникальное Ромашкинское нефтяное месторождение. В конце июля 1948 года скважину поставили на консервацию до организации нефтепромысла.
На основании постановления Совета Министров СССР от 28 апреля 1950 года и приказа министерства нефтяной промышленности № 158 от 4 мая 1950 года в Новой Письмянке создан буровой трест «Татбурнефть», УТТ. На базе Шугуровского укрупнённого нефтепромысла (образован 27 июля 1945 года), Ромашкинского нефтепромысла № 1 (1 июня 1949 года), Минибаевского нефтепромысла (1 июля 1950 года) был образован государственный союзный нефтедобывающий трест «Бугульманефть» (НГДУ «Лениногорскнефть»). В июне этого же года были организованы вышкомонтажная контора, контора пароводоснабжения, электромонтажная, тракторная, автотранспортная, тампонажная и жилищно-коммунальная конторы.
Началось масштабное строительство первого посёлка нефтяников, названного жителями Зеленогорском. Строительство было поручено специально созданному в рабочем посёлке строительно-монтажному тресту «Бугульманефтестрой» (в последующем «Лениногорскнефтестрой»), а также дорожно-строительным частям Советской Армии. За 5 лет было введено в эксплуатацию 126,5 тысячи квадратных метра жилья, клуб «Нефтяник», пять школ, пожарное депо, библиотека, больничный городок, хлебозавод. Лишь за первое полугодие 1951 года было сдано 75 жилых домов. В 1952 году открывается железнодорожное движение от г. Бугульмы до железнодорожной станции Письмянка.
18 августа 1955 года вышел указ Президиума Верховного Совета РСФСР о преобразовании рабочего посёлка Новая Письмянка в город республиканского подчинения и переименовании его в Лениногорск. 28 октября 1955 года был образован исполком Лениногорского городского совета депутатов трудящихся.
Быстроразвивающийся город требовал строительства социально-культурных объектов, в связи с этим открыты центральная городская библиотека, филиал Московского института нефтяной и газовой промышленности, телецентр, шахматный клуб, дом техники, ДЮСШ № 1, два кинотеатра, стадион, музей нефти, плавательный бассейн, музыкально-художественное педагогическое училище, санаторий.
В конце 1960-х годов были созданы швейная фабрика, агрегатно-механический завод, завод «Радиоприбор», первый и второй нефтепромыслы НГДУ «Лениногорскнефть». В эти годы быстрыми темпами развёрнуто капитальное жилищное строительство. город преимущественно застроен четырёхэтажными жилыми домами. В связи с этим увеличены мощности завода железобетонных изделий, открыт завод по производству кирпича и асфальта.
1970-е годы стали новым этапом в градостроительстве, был принят новый генеральный план, приуроченный к двадцатипятилетию города. Прошла полная реконструкция улиц Ленинградской, Тукая, Свердлова, проспекта Ленина. Разработаны проекты детальной планировки микрорайонов. Было построено искусственное озеро, установлен монумент первооткрывателям нефти Татарии. Открыты КДЮСШ № 3, спортивная школа олимпийского резерва, карт-клуб «Профессионал», два трамплина, бассейн «Юбилейный».

### Постсоветский период
В связи с распадом СССР и изменением политико-экономической ситуации в стране крупнейшие промышленные предприятия города оказались на грани банкротства. Закрылись такие крупные предприятия как Лениногорский агрегатно-механический завод, завод «Радиоприбор» с общей численностью сотрудников около 4500 человек, но несмотря на тяжёлое экономическое положение в стране, благодаря поддержке «Татнефти» в городе открылись новые предприятия и социальные объекты, среди них открытые в 1993 г. лицей № 12, в 1997 г. ледовый дворец, подразделение «Татнефть-УРС», предприятие «Агропак-Татарстан».

## Символика
Герб города и района утверждён решением Лениногорского объединённого совета народных депутатов от 4 июля 2005 года № 41. Внесён в Государственный геральдический реестр Республики Татарстан под № 18 и в Государственный геральдический регистр Российской Федерации под № 1946.

Описание герба: 
В зелёном поле вогнутое и сужающееся к острию опрокинутое чёрное стропило, тонко окаймлённое серебром, заполненное червленью и в червлении сопровождённое зелёным, окаймлённым золотом, цветком тюльпана, а в зелени - двумя отклонёнными в стороны, сообращёнными цветами, золотыми тюльпанами (на стеблях и с листьями).
Флаг города и района утверждён решением Лениногорского объединённого совета народных депутатов от 4 июля 2005 года № 42. Внесён в Государственный геральдический реестр Республики Татарстан под № 19 и в Государственный геральдический регистр Российской Федерации под № 1947.
Флаг Лениногорского района представляет собой прямоугольное зелёное полотнище с отношением ширины к длине 2:3, основанием к древку изображён красный треугольник с вогнутыми сторонами и с чёрным окаймлением, сужающимся к острию; чёрное окаймление отделено от красного и зелёного участков полотнища белым контуром. Треугольник не достигает с вершиной свободного края на 1/27 длины полотнища, максимальная ширина окаймления (без контуров) — 2/9 длины полотнища, контуров — 1/45 длины.

## Население
| 1864    | 1883    | 1900    | 1910    | 1939    | 1959    | 1967    | 1970    | 1976    | 1979    | 1982    |
| ------- | ------- | ------- | ------- | ------- | ------- | ------- | ------- | ------- | ------- | ------- |
| 1416    | ↗1481   | ↗2058   | ↘1948   | ↗2300   | ↗38 565 | ↗42 000 | ↗46 603 | ↗51 000 | ↗53 631 | ↗57 000 |
| 1986    | 1987    | 1989    | 1991    | 1992    | 1996    | 1998    | 1999    | 2000    | 2001    | 2002    |
| ↗60 000 | ↗61 000 | ↗62 093 | ↗64 100 | →64 100 | ↗67 100 | ↗67 900 | →67 900 | ↗68 100 | ↗68 200 | ↘65 592 |
| 2003    | 2004    | 2005    | 2006    | 2007    | 2008    | 2009    | 2010    | 2011    | 2012    | 2013    |
| ↗65 600 | ↘65 400 | ↗65 513 | ↗65 709 | ↗65 751 | →65 751 | ↘65 486 | ↘64 127 | ↘64 045 | ↘63 716 | ↗63 906 |
| 2014    | 2015    | 2016    | 2017    | 2018    | 2019    | 2020    | 2021    |         |         |         |
| ↘63 708 | ↘63 635 | ↘63 314 | ↘63 049 | ↘62 531 | ↘61 974 | ↘61 695 | ↘60 993 |         |         |         |

На 1 января 2025 года по численности населения город находился на 266-м месте из 1124 городов Российской Федерации.
На начало 2021 года население Лениногорска составляло 60 993 чел., что составляет 1,52 % от всего населения республики и 2,203 % от городского населения. Плотность населения 2474.36 человека на км².
16,9 % населения города приходится на детей и подростков в возрасте 0-16 лет (1 % — дети до 1 года, 6 % — от 1-6 лет, 9,76 % — 7-14 лет, 2,5 % — 15-16 лет), 63,9 % на лица в трудоспособном возрасте, 19,2 % на население старше трудоспособного возраста.
На территории города проживает более 25 национальностей, в том числе: русских 43,3 %, татар 42,8 %, чувашей 5,3 %, мордвы 5,8 %, другие 2,8 %.
Население города в последние годы сокращалось за счёт отрицательного естественного прироста, а также отрицательной миграции населения. Уровень рождаемости на 2008 год на 1 тысячу человек составляла 11,2 %, смертности 14,6 %. За 2010 год число родившихся составило 982 человека, что на 4 % меньше по сравнению с соответствующим периодом 2009 года. Число умерших увеличилось на 5 % и составило 1254 человека. В соответствии с прогнозом Министерства экономики Республики Татарстан прогнозируется снижение населения:
- К 2020 году — 65,25 тыс.человек.
- К 2030 году — 62,84 тыс. человек.

## Местное самоуправление
Муниципальное образование город Лениногорск входит в состав Лениногорского муниципального района Республики Татарстан и наделено статусом городского поселения. Границы поселения установлены Законом Республики Татарстан от 31 января 2005 года № 34-ЗРТ «Об установлении границ территорий и статусе муниципального образования Лениногорский муниципальный район и муниципальных образований в его составе».
В структуру органов местного самоуправления муниципального образования входят:
- представительный орган — совет городского поселения город Лениногорск (Лениногорский городской совет);
- высшее должностное лицо — глава городского поселения город Лениногорск, по статусу — депутат совета Лениногорского муниципального района[81];
- исполнительно-распорядительный орган — исполнительный комитет городского поселения город Лениногорск.

Лениногорский городской совет является постоянно действующим выборным, коллегиальным представительным органом местного самоуправления образования, состоящим из 20 депутатов, избираемых на муниципальных выборах по одномандатным избирательным округам. Срок полномочий городского совета — 5 лет. По результатам выборов депутатов представительного органа городского поселения город Лениногорск Лениногорского муниципального района Республики Татарстан второго созыва 10 октября 2010 года было избрано 20 депутатов фракции «Единая Россия».
Глава городского поселения город Лениногорск является высшим должностным лицом городского поселения. Глава города избирается на первом заседании вновь избранного Лениногорского городского совета из числа депутатов городского совета тайным голосованием на срок полномочий городского совета. Глава города подконтролен и подотчётен Лениногорскому городскому совету в соответствии с федеральным законом и уставом муниципального образования С 19 сентября 2024 года обязанности главы города исполняет Гирфанов Марат Нилевич.
Исполнительный комитет городского поселения город Лениногорск является исполнительно-распорядительным органом местного самоуправления. Исполнительный комитет подотчётен и подконтролен Лениногорскому городскому совету, главе городского поселения. Исполнительный комитет города возглавляет руководитель исполнительного комитета городского поселения город Лениногорск, являющийся должностным лицом местного самоуправления, назначается на данную должность по контракту.

## Экономика

Объём отгруженной продукции по видам деятельности на 2010—2011 годы

Лениногорск — многофункциональный город с преимущественно развитым промышленным производством. Ведущую роль в секторе экономики занимают предприятия нефтегазовой сферы (41,1 %), строительства (24,5 %). транспорта (9,6 %). производственной сферы (4,8 %), производства, передачи и распределения электроэнергии, газа, пара и воды (4,1 %), сельского хозяйства (3,1 %). Индекс промышленного производства за 2013 года составил 98,7 %. Объём отгруженной продукции работ и услуг (за 2013 год) — 33 млрд руб. (↗ 107 %); валовый территориальный продукт (за 2013 год) — 51 млрд руб. (↗ 104 %).

### Промышленность
Город является одним из крупнейших центров нефтяной и газовой промышленности Татарстана, что обусловлено его расположением в пределах уникального Ромашкинского нефтяного месторождения. По состоянию на 2006 год оно являлось одним из крупнейших нефтяных месторождений в мире (на момент начала разработки крупнейшим). Его разработкой с 1948 года занимается ОАО «Татнефть». Это одно из первых открытых нефтяных месторождений на территории Татарстана. По оценке Miller and Lents, доказанные запасы по классификации SPE на 1 января 2006 года составляли 3,255 млрд баррелей, или около 55,6 % всех доказанных запасов нефти компании.
Наиболее крупными представителями нефтяной промышленности являются нефтегазодобывающее управление «Лениногорскнефть», Лениногорское управление тампонажных работ, Лениногорское управление по повышению нефтеотдачи пластов и капитальному ремонту скважин («Татнефть-Лениногорскремсервис»), предприятие геологоразведки и геофизических работ «Геотех».
Машиностроительная отрасль представлена предприятиями, специализирующимися на производстве и поставке автокомпонентов (Лениногорский механический завод), спецтехники различного назначения («Агроидея», Лениногорский завод «Автоспецоборудование»), оборудования и средств автоматизации для нефтяной и газовой промышленности (Лениногорский опытный завод нефтеавтоматики), нефтепромыслового и бурового оборудования («ТМС-Буровой сервис»), труб и фасонных изделий с теплогидроизоляционным и антикоррозионным покрытием («Квинтал»).
Отрасль строительства представлена двумя заводами железобетонных изделий, компаниями по строительству объектов специального назначения («Контакт-С», «Лениногорскнефтьстрой», «Ортэкс») и другими.
Также в городе действуют предприятия лёгкой и пищевой промышленности: два хлебозавода («Колос», Лениногорский хлебозавод), маслодельно-сыродельный комбинат, молокозавод «Торос-Молоко», завод по производству минеральных вод и безалкогольных напитков «Агропак-Татарстан», птицефабрика, швейная фабрика, мебельные фабрики.

### Занятость населения
По состоянию на 1 января 2014 года уровень безработицы составил ▼ 0,96 %, на учёте стоят ▼ 403 человека. Среднемесячная заработная плата в городе на май 2011 год составила 17 868 рублей (↘ 99,0 %, по РТ 17 788,7 рублей). Прожиточный минимум 4733 рубля (на 01.01.2011 год), минимальный потребительский бюджет 9250 рублей.
Среднемесячная заработная плата по отраслям в 2011 составила: в сельском хозяйстве 7256 рублей (↗ 106,5 %, по РТ 8724), на предприятиях по добыче полезных ископаемых 26 133,5 рублей (↘ 87,0 %, по РТ 27 380,5), на предприятиях обрабатывающей промышленности 14 065,3 рублей (↘ 96,0 %, по РТ 18 492,7), в коммунальном хозяйстве 19 361,2 рублей (↘ 97,7 %, по РТ 26 814,9), в строительстве 23 989,1 (↗ 122,1 %, по РТ 20 000,5), транспорт и связь 21 250,6 рублей (↘ 91,9 %, по РТ 19867,7), в торговле и общепите 6000 рублей (▬, по РТ 16 487,9), в образовании 9370,4 рублей (↗ 119,2 %, по РТ 12 057,1), в здравоохранении 10 768,1 рублей (↗ 108,3 %, по РТ 11 809,1).
| №      | Отрасли экономики        | человек | %    |
| ------ | ------------------------ | ------- | ---- |
| 1      | Промышленность           | 6036    | 15,6 |
| 2      | Транспорт и связь        | 5097    | 13,1 |
| 3      | Строительство            | 4056    | 10,5 |
| 4      | Торговля и общепит       | 4431    | 11,4 |
| 5      | Образование              | 3496    | 9,0  |
| 6      | Прочие виды деятельности | 15689   | 40,4 |
| Итого: | Итого:                   | 38805   | 100  |

Отмечается тенденция к снижению населения в трудоспособном возрасте и увеличению пенсионеров. В связи со снижением численности населения моложе трудоспособного возраста в ближайшее время увеличение прогнозированного количества населения в трудоспособном возрасте не планируется.

### Инвестиции
В Лениногорске функционируют 10 инвестиционных площадок, три из которых в рамках инновационно-производственного технопарка «Идея — Юго-Восток» Общая сумма инвестиций в основной капитал за 2010 год составляет 3,131 млрд рублей, что составило ↗ 144,2 % от значений 2009 года.
Наиболее крупным из реализуемых инвестиционных проектов последних лет является строительство и ввод в эксплуатацию электрометаллургического завода «Татсталь» общей стоимостью 21,5 млрд рублей, производительностью 2 млн тонн металлопродукции в год Основным инвестором проекта выступает екатеринбургская группа металлургических предприятий «Макси-групп». Простой срок окупаемости завода составляет 2,8 года, чистая приведённая стоимость (NPV) 19,2 млрд рублей, внутренняя норма доходности (IRR) 30,4 %.
Инновационно-производственный технопарк «Идея — Юго-Восток» создан «ИПТ „Идея“ совместно с компанией „Татнефть“ в 2004 году при поддержке правительства Республики Татарстан. ИПТ „Идея — Юго-Восток“ имеет в своём составе производственные, складские и офисные сооружения общей площадью около 40 000 м, в которых осуществляют свою деятельность 45 компаний резидентов. Одними из наиболее существенных из реализованных проектов технопарка являются „Агроидея“, научно-производственное предприятие „Тандем-Д“, Лениногорский приборный завод». Реализуемые проекты: строительство завода по переработке шин совместно с технопарком «Ингрия» (Санкт-Петербург), создание предприятия по изготовлению армированной сетки, деловой комплекс «Планета идей».

### Связь
Телефонная связь города начала свою историю в 1956 году, когда был смонтирован на улице Мичурина первый коммутатор ручного обслуживания на 600 номеров. Его обслуживанием одновременно занимались 6 телефонисток. В 1960 году был смонтирован коммутатор на 400 номеров. В 1967 году по проспекту Ленина была открыта первая автоматическая телефонная станция на 2100 номеров, ёмкость которой была расширена в 1972 и 1982 годах. В 1998 году было построено здание дома связи по улице Куйбышева с оборудованием ёмкостью до 20 000 номеров. В настоящее время в городе 5-значные телефонные номера эксплуатируются электронной станцией EWSD и 7 выносными подстанциями общей ёмкостью 16 688 номеров. Услуги стационарной телефонной связи предоставляют операторы: «Таттелеком» и «Татаис».
Услуги сотовой связи в городе предоставляют операторы:
- «МТС» — GSM, 3G,
- «МегаФон» — GSM, 3.5G[101],
- «Билайн» — GSM, 3G[102], 4G LTE
- Tele2 — GSM.

Доступ в интернет предоставляют три оператора:
- «Таттелеком» — ADSL, Ethernet, Dial-Up, WIMAX[103],
- «Татаис» — ADSL, Ethernet, Dial-Up, WIMAX,
- «МТС» — ADSL, Ethernet.

### Городской бюджет
Доходы городского бюджета Лениногорска в 2012 году составили 157,3 миллиона рублей, расходы — 172 миллион рублей. Бюджет на 2013 год предусматривает получение дохода в размере 166,6 млн рублей, запланированный расход за этот же период — 187,7 млн рублей.
Основными источниками доходов являются безвозмездные республиканские и федеральные субсидии 64,2 %, остальные налоговые и неналоговые доходы (в том числе от продажи городского имущества) 35,8 % соответственно.

### Потребительский рынок
По данным службы государственной статистики РТ за 2009 год торговая сеть города обеспечивает бесперебойное обслуживание населения, и представлена почти 400 стационарными объектами розничной торговли и общественного питания, в том числе 311 магазинов (без торговых центров), 49 объектов общественного питания. Общая торговая площадь 27,02 тыс. м, общая площадь зала обслуживания посетителей в объектах общественного питания составляла 6,786 тыс. м. За 2010 год оборот розничной торговли составил более 3 миллиардов рублей. В городе функционируют как местные сетевые магазины Shifa, «Медуница», «Салям», «Реал» так и сети федерального значения: «Эльдорадо», «Магнит», «Пятёрочка», Корпорация «Центр», «Аптечная сеть 36,6», «Стройландия», «Казанские аптеки» и другие.

## Транспорт
Город обладает выгодным транспортно-географическим положением, находясь на пересечении основных видов транспортных магистралей (Бугульма — Набережные Челны, Бугульма — Казань, Бугульма — Клявлино и других). Связан с другими населёнными пунктами автодорогами регионального значения:
- Лениногорск — Альметьевск;
- Лениногорск — Бугульма.

Транспортная система города представлена следующими видами транспорта: железнодорожным, автомобильным, автобусным, таксомоторным. Имеется пригородное и междугороднее автобусное сообщение.
| С-З | Казань ~ 308 км Йошкар-Ола ~ 454 км                  | Набережные Челны ~ 168 км Ижевск ~366 км | Екатеринбург ~ 769 км Пермь ~ 647 км   | С-В |
| З   | Москва ~ 1126 км Ульяновск ~ 408 км Саранск ~ 636 км | Роза ветров                              | Уфа ~ 256 км Челябинск ~ 653 км        | В   |
| Ю-З | Самара ~ 313 км Саратов ~ 746 км                     | Оренбург ~ 430 км Бугуруслан ~ 160 км    | Магнитогорск ~ 585 км Бугульма ~ 30 км | Ю-В |

### Улично-дорожная сеть
Улично-дорожная сеть Лениногорска не составляет единой, чётко выраженной системы, хотя её значительная часть представлена прямоугольной структурой. Криволинейное начертание отдельных улиц в Восточном и Южном планировочных районах нарушают чёткость системы улиц. По состоянию на 1 марта 2010 года на территории города располагаются 193 геонима: 152 улицы, 3 проспекта, 38 переулков. Важнейшими автодорогами районного значения относятся улицы: Степная, Камышлинская, Заварыкина, Менделеева, Вахитова, Ленинградская, Гагарина, Куйбышева, Тукая, Агадуллина, Строительная, Высоковольтная, Асфальтная, Октябрьская, Белинского, Чишма, а также проспект Шашина. Важнейшей транспортной магистралью является автодорога общегородского значения улица Чайковского.

### Железнодорожный транспорт
Железнодорожное сообщение осуществляется по линии Агрыз — Круглое Поле — Акбаш Куйбышевской железной дороги. Железнодорожная станция Письмянка. Железнодорожный вокзал на станции построен в 1956 году. Пропускная способность вокзала две тысячи пассажиров ежемесячно.

### Воздушное сообщение
Воздушное сообщение осуществляется через аэропорт Бугульма, расположенный в 38 км от Лениногорска.

## Жилищно-коммунальное хозяйство

Распределение жилых квартир города Лениногорска по их видам по данным 2009 года.

Площадь жилищного фонда на начало 2010 года составляла 1 389,5 тыс. м, из них площадь аварийного и ветхого жилья — 1 150,42 м. Обеспеченность жильём 21,2 м, имеет тенденцию к росту по причине отрицательных демографических показателей, а также роста жилищного фонда. Количество многоквартирных домов 513.

Виды жилья по данным 2009 года.

Распределение жилых квартир по их видам:
| № | Вид                        | 2006   | 2007   | 2008   | 2009   |
| - | -------------------------- | ------ | ------ | ------ | ------ |
| 1 | Однокомнатные              | 5 635  | 5 637  | 5 671  | 5 693  |
| 2 | Двухкомнатные              | 10 238 | 10 198 | 10 261 | 10 251 |
| 3 | Трёхкомнатные              | 7 879  | 7 886  | 7 946  | 7 959  |
| 4 | Четырёх- и более комнатные | 1 945  | 1 957  | 2 075  | 2 122  |
| 5 | Квартир всего:             | 25 697 | 25 678 | 25 953 | 26 025 |

Площадь муниципального жилья в тыс. м:
| № | Вид                                   | 2005    | 2006    | 2007    | 2008    | 2009  |
| - | ------------------------------------- | ------- | ------- | ------- | ------- | ----- |
| 1 | Муниципальное жильё                   | 950,3   | 947,4   | 947,4   | 945,2   | 946,9 |
| 2 | Государственное жильё                 | 120,9   | 126,6   | 123,6   | 124,6   | 124,6 |
| 3 | Жильё в собственности граждан         | 258,7   | 268,1   | 274,3   | 289,1   | 297,1 |
| 4 | Жильё в собственности юридических лиц | 24,4    | 24,4    | 24,4    | 24,4    | 24,4  |
| 5 | Частного жилья всего:                 | 283,1   | 292,5   | 298,7   | 313,5   | 321,5 |
| 6 | Общая площадь жилищного фонда         | 1 354,3 | 1 366,5 | 1 369,8 | 1 382,3 | 1 393 |

### Предприятия сферы ЖКХ
В городе обслуживание многоквартирных домов осуществляют две управляющих компании «Жилищный сервис», «Уютный дом» (общая площадь управления 1049 тыс. м) и 22 товарищества собственников жилья (общая площадь управления 84 тыс. м).

#### Водоснабжение и водоотведение
«Водоканал» — единственное предприятие, осуществляющее водоснабжение и водоотведение в Лениногорске. На базе предприятия находится 190 560 метров водопроводных и 151 530 м канализационных сетей, 9 водопроводных и 5 канализационных насосных станций, очистные сооружения канализации мощностью 17,0 тыс. м в сутки. Водоснабжение города осуществляется из подземных источников в количестве 5 387 тыс. м в год. Реализация составляет 3 491 тыс. м в год, в том числе населению 2 817 тыс. м в год, бюджетным учреждениям 326 тыс. м в год, прочим предприятиям 348 тыс. м в год. Забор воды производится круглосуточно тремя водозаборами из 39-ти закаптированных родников, расположенных в городе и за его чертой (13-17 км).
| № | Водозабор           | ВНС                                      | Кол-во родников | Использование |
| - | ------------------- | ---------------------------------------- | --------------- | --- |
| 1 | «Лениногорск»       | Ново-Письмянская                         | 3               | Используется для водоснабжения населения района туберкулёзного диспансера.                                                                        |
| 1 | «Лениногорск»       | Кировская                                | 2               | Используется в качестве резервного источника водоснабжения в засушливый летний период.                                                            |
| 1 | «Лениногорск»       | 19 кв.                                   | 1               | Вода подаётся "ЛТС" для горячего водоснабжения в летний период.                                                                                   |
| 2 | «Сугушлинский»      | Сугушлинская                             | 11              | Вода перекачивается на Сугушлинскую ВНС |
| 2 | «Сугушлинский»      | Юлтимировская                            | 4               | Перекачивается в резервуары сборного пункта Высоты-340.                                                                                           |
| 3 | «Старо-Письмянский» | Старо-Письмянская                        | 18              | Перекачивается в резервуары сборного пункта Высоты-340.                                                                                           |
|   |                     | Сборный пункт питьевой воды — Высота-340 |                 | Питьевая вода скапливается в накопительные резервуары общей ёмкостью 10100 м3 и оттуда, самотёком, подаётся по пяти водоводам потребителям города |

#### Теплоснабжение
«Лениногорские тепловые сети» — единственный поставщик тепловой энергии в Лениногорске и один из двух поставщиков в Лениногорском районе. В настоящее время в городе действует централизованная система теплоснабжения, все котельные находятся в аренде у «ЛТС».
Эксплуатируются 10 промышленных котельных, 12 ЦТП, 48 теплообменников по отоплению и ГВС. Суммарная производительность установленного оборудования котельных составляет: 244,3 Гкал/час. В качестве основного топлива все котельные города используют природный газ.
Данные по теплоисточникам:
| № п\п | Наименование          | Установленная мощность | Установленная мощность | Присоединённая нагрузка по воде Гкал/час |
| № п\п | Наименование          | по воде, Гкал/час      | по пару, т/час         | Присоединённая нагрузка по воде Гкал/час |
| ----- | --------------------- | ---------------------- | ---------------------- | ---------------------------------------- |
| 1     | Котельная №10         | 1,08                   | -                      | 0,674                                    |
| 2     | Котельная №11         | 24,9                   | -                      | 21,095                                   |
| 3     | Котельная №12         | 20,6                   | 19,5                   | 18,318                                   |
| 4     | Котельная №22         | 12,6                   | -                      | 11,205                                   |
| 5     | Котельная №31         | 50                     | 26                     | 42,389                                   |
| 6     | Котельная №41         | 85,2                   | 8                      | 50,438                                   |
| 7     | Котельная №53         | 1,9                    | 1,8                    | 0,548                                    |
| 8     | Котельная №61         | 21                     | 32,5                   | 8,14                                     |
| 9     | Котельная №63         | 16,8                   | 26                     | 12,081                                   |
| 10    | Котельная «Ромашкино» | 9,6                    | -                      | 6,368                                    |
| Итого | Итого                 | 244,3                  | 113,8                  | 171,256                                  |

#### Электроснабжение
Единственным поставщиком электрической энергии в городе является Лениногорский район электрических сетей АО-«Татэнергосбыт». На базе Лениногорской РЭС протяжённость электрических воздушных линий: 6-10 кВ — 704 км, 0,4 кВ — 1001 км, кабельные линии мощностью: 6-10 кВ — 48 км, 0,4 кВ — 78 км.

## Спорт

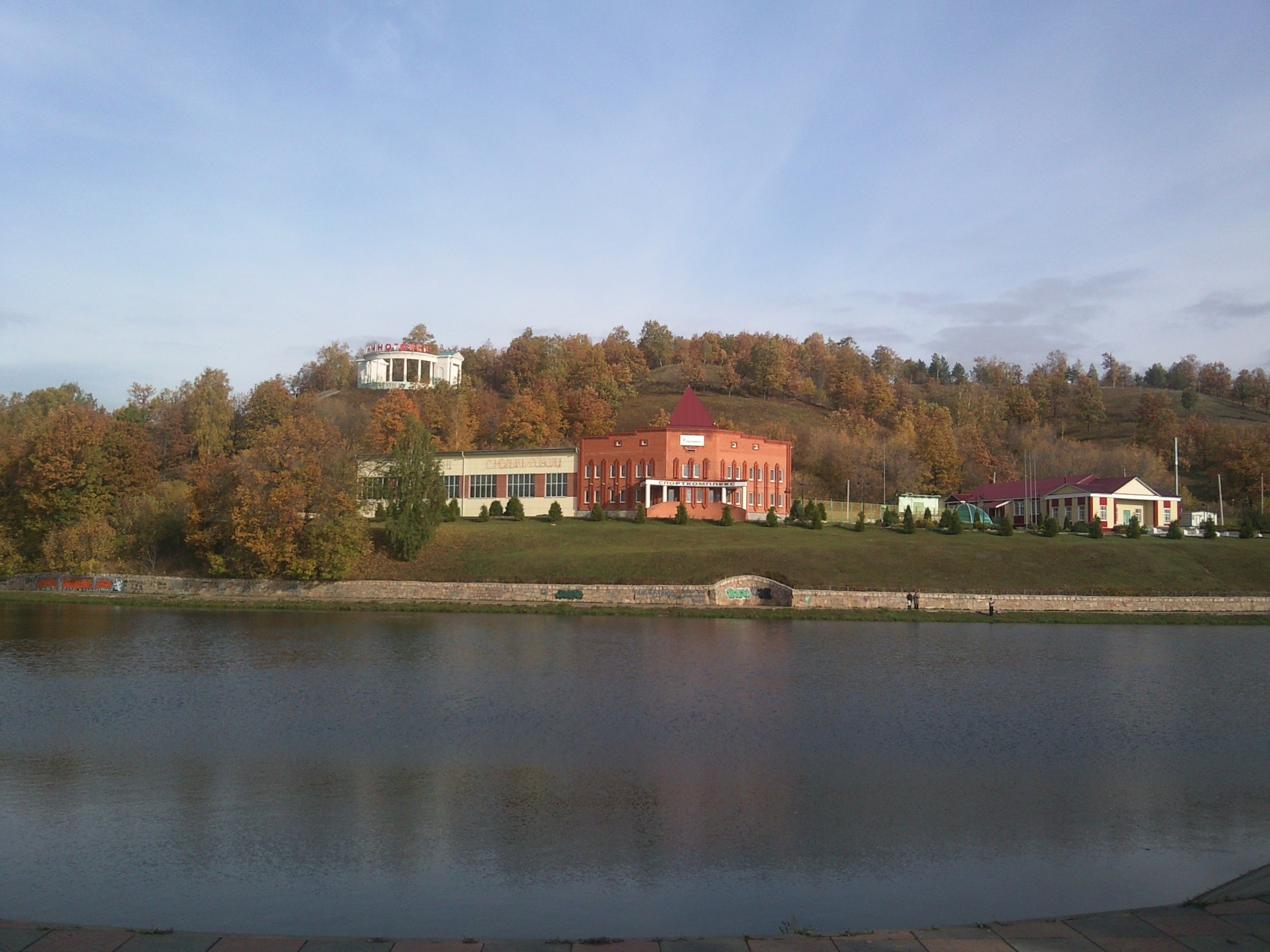
Спорткомплекс «Лениногорский»

На территории города расположено 171 спортивное сооружение, среди которых, стадион «Юность», 1 плавательный бассейн, 32 спортивных зала, 80 плоскостных сооружений, 2 лыжные базы, 5 загородных баз отдыха, 6 детско-юношеских спортивных школ, ледовый дворец на 1150 сидящих мест, легкоатлетический манеж, комплекс лыжных трамплинов. В городе проводятся республиканские соревнования по многим видам спорта.

### Прыжки на лыжах с трамплина и лыжное двоеборье
Подготовкой спортсменов по прыжкам на лыжах с трамплина и лыжному двоеборью занимается Лениногорская школа Олимпийского резерва, основанная в 1972 году как секция коллектива физкультуры под руководством Н. П. Овечкина и А. А. Гордеева. В настоящее время в городе функционируют три трамплина (К-29, К-75, К-48 построенные в 1973, 1975, 1980 годах соответственно), два из которых оснащены специальным искусственным покрытием, позволяющим проводить соревнования и тренировки круглый год.
Всего в спортивной школе подготовлено 825 человек массовых разрядов, 191 перворазрядник, 52 кандидата в мастера спорта, 35 мастеров спорта СССР и России. Воспитанники школы неоднократно становились чемпионами и призёрами СССР, России, Европы и мира.

### Хоккей
В 1961 году в городе основана хоккейная команда «Нефтяник», выступавшая в первенстве областного совета ДСО «Труд». В 1965 году в город приехал тренер Николай Кожин и организовал ДЮСШ по хоккею с шайбой. В январе 1968 года команда стала чемпионом Татарии. Удачно выступив в играх зонального первенства РСФСР, состоявшегося в Лениногорске, команда попала в полуфинал, а затем в финал. В финале команда встретилась с командами: «Химик» (г. Клин) и «Высокогорец» (г. Нижний Тагил). Победив обе команды, «Нефтяник» завоевал путёвку в большой хоккей класса «Б». В сезоне 1976—1977 годов «Нефтяник» завоал бронзу. Старший тренер команды мастер спорта Орлов А. Н. После закрытия в 1982 году класса «Б» команда 13 лет не выступала в первенстве РСФСР, играя только на республиканской арене. Команда четырежды стала чемпионом республики, и трижды выигрывала кубок.
В 1995 году команда приняла участие в первенстве России среди коллективов физкультуры в Белгороде, где заняла второе место и завоёвала право участвовать в первой лиге. В первой лиге «Нефтяник» выступала два сезона: 1996—1997 годы — 5 место, 1997—1998 годы — первое место, команда вышла в Высшую лигу. В первом сезоне команда высшей лиги дивизиона «Восток» заняла второе место и попала в переходный турнир за право выхода в Суперлигу, где заняла четвёртое место.
В сезоне 2001—2002 годов команду перевели в дивизион «Запад», где она заняла девятое место. В сезоне 2002—2003 годов — третье место, команда вышла в финал за право выхода в Суперлигу. Следующие три сезона «Нефтяник» попадал в плей-офф. В сезоне 2006—2007 годов занял 9-е место. В настоящее время из-за недостатка финансирования команда в играх не участвует.

## Образование

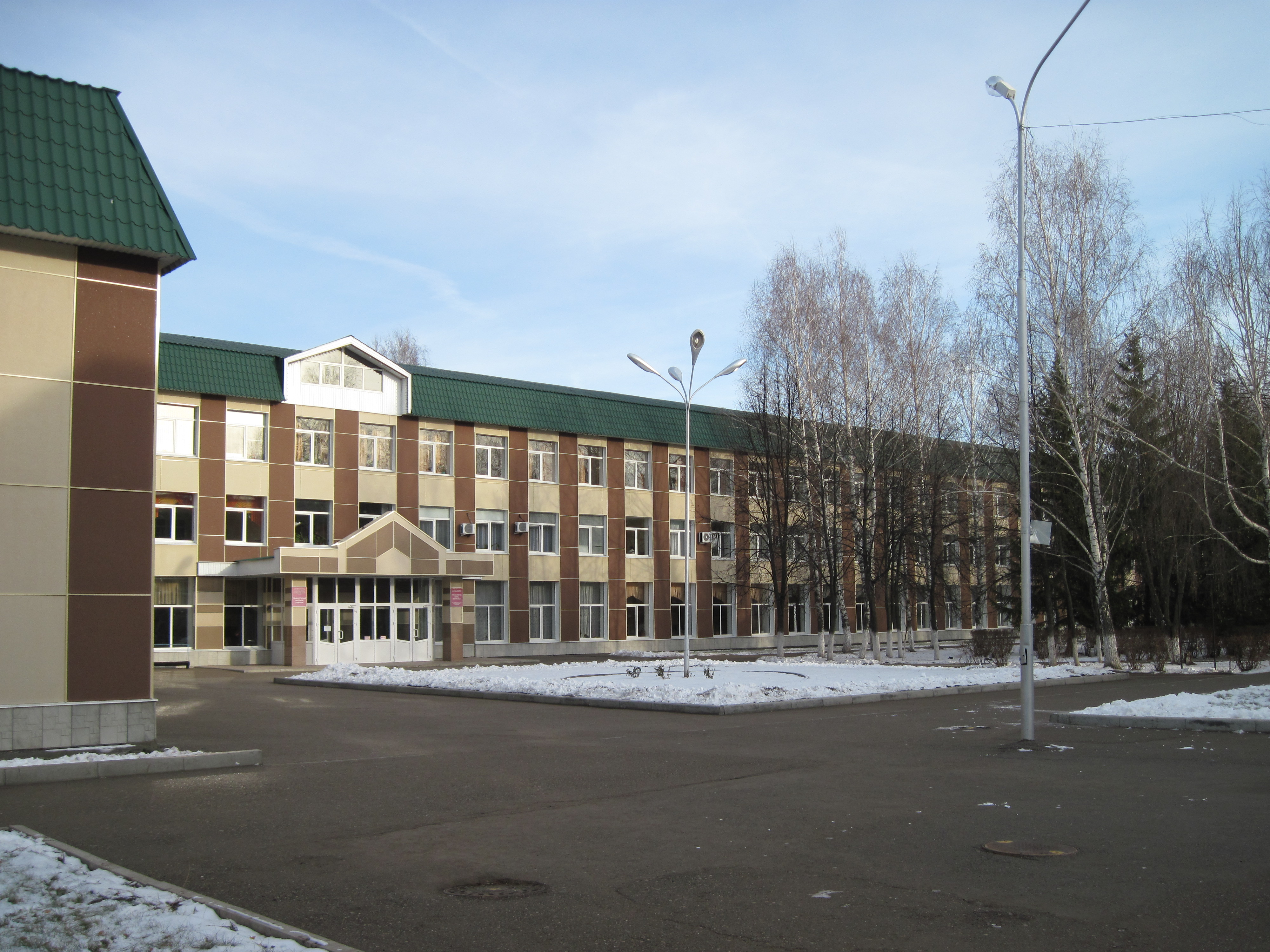
Лениногорский нефтяной техникум

Систему образования города представляют 55 государственных образовательных учреждений. Функционируют 13 общеобразовательных школ, из них 2 учреждения повышенного статуса, 3 учреждения дополнительного образования (дом детского творчества, художественная и музыкальная школы), вечерняя (открытая сменная) школа, начальная школа-детский сад, 31 дошкольное образовательное учреждение, детский дом, коррекционная общеобразовательная школа VIII вида, 3 ССУЗа, филиал КНИТУ-КАИ.
По данным Росстата в 2010—2011 учебном году обучалось 3209 детей в дошкольных образовательных учреждениях и 6895 детей в общеобразовательных учреждениях. Образовательный процесс в школах осуществляет 491 учитель, в дошкольных образовательных учреждениях работают 1160 сотрудников.
Учреждения среднего профессионального образования:
- Лениногорский политехнический колледж[136].
- Лениногорский музыкально-художественный педагогический колледж,
- Лениногорский нефтяной техникум.

## Здравоохранение
Главным учреждением здравоохранения города является МБУЗ «Лениногорская ЦРБ». Центральная районная больница имеет в своём составе следующие структурные подразделения на территории города: стационар ЦРБ, станцию скорой медицинской помощи, детскую поликлинику, родильный дом, стоматологическую поликлинику, поликлинику ЦРБ, городскую больницу. Также медицинскую помощь в городе оказывают филиал ГУЗ РКПД «Лениногорский противотуберкулёзный диспансер» и филиал ГАУЗ РККВД «Лениногорский кожно-венерологический диспансер».
На 1 января 2014 года в медицинских учреждениях города трудилось 165 врачей и 687 человек среднего медицинского персонала, стационарная помощь оказывается на 427 круглосуточных койках и на 116 койках дневного пребывания и стационарах на дому. Мощность амбулаторно-поликлинических учреждений составляет 1700 посещений в смену.

## Архитектура

### Планировка и градостроительство
Город расположен на территории девонского нефтяного пласта и Бугульминско-Шугуровского двухъярусного возвышенного плато, что делает невозможным строительство сверхвысотных зданий и накладывает ограничения в расширении границ города. Селитебная территория разделена на три планировочных района: Центральный, Восточный, Южный, разделённых между собой промышленными, коммунально-складскими предприятиями, обустройствами нефтепромыслов, коллективными садами. Промышленные и складские объекты находятся преимущественно на территории Центральной и Юго-Западной производственных зон.
Архитектурно-планировочная структура Центрального района построена на пересечении пр. Ленина и ул. Тукая. Его застройка велась в соответствии с генеральным планом, разработанным проектным институтом «Ленгипрогор» в 1975 году и проектом детальной планировки, разработанными проектным институтом «Татаргражданпроект». Большая часть района застроена 4—5-этажными жилыми домами, что обусловлено геологическими особенностями местности. Также имеется 2—3-этажная застройка, относящаяся к началу строительства города, а также 9-этажная застройка (южная часть Центрального района).
Архитектура Восточного и Южного планировочных районов представлена преимущественно индивидуальной застройкой с приусадебными участками и представляют собой вошедшие в состав города сельские населённые пункты (Новая Письмянка, Мартыново и другие).

### Памятники
В городе расположено множество памятников, памятных знаков, мемориальных досок и мемориальных комплексов. Наиболее известными из них являются:

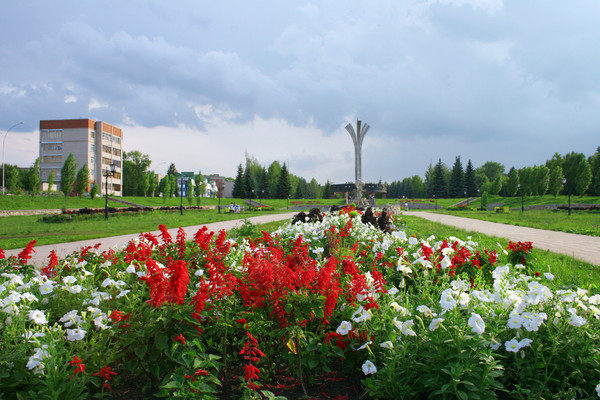
Проспект Ленина, вид на Монумент первооткрывателям нефти Татарии

Памятник В. Д. Шашину

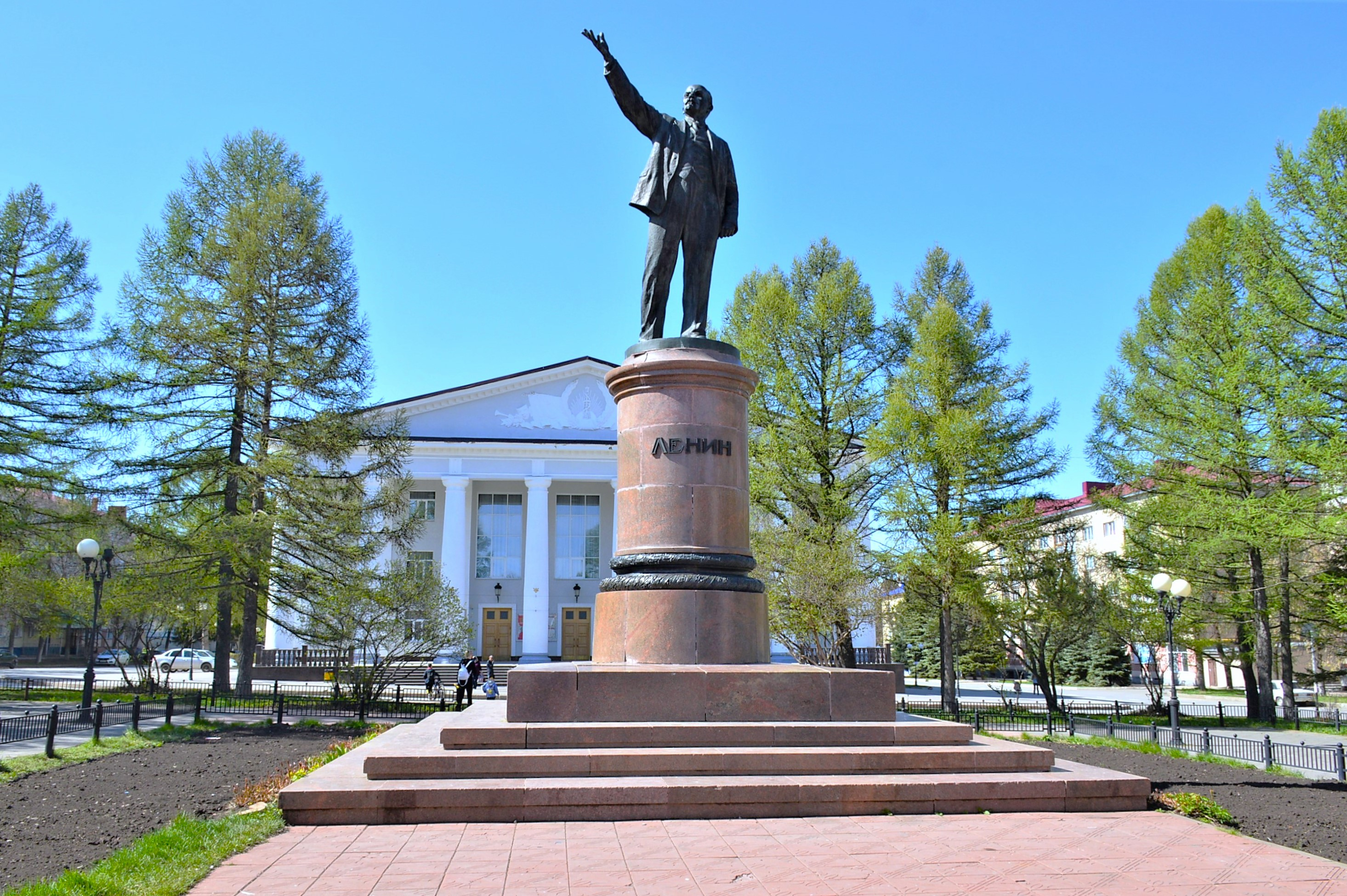
Памятник В. И. Ленину

Станок-качалка у входа в музей нефти «Татнефти»

- Монумент первооткрывателям нефти Татарии. Проект монумента разрабатывался совместно архитектором А. Печёркиным и скульптором Б. Н. Фузеевым и был торжественно открыт в сентябре 1975 года на пересечении проспектов Ленина и 50 лет Победы (ул. Свердлова). Сам монумент представляет собой выполненный из нержавеющей стали вырывающийся из-под земли нефтяной фонтан высотой 33 метра[145], опоясанный кольцом скульптурного рельефа диаметром 18 метров, высотой 2,5 метра. Это гигантское кольцо покоится на мощных пилонах, облицованных мрамором. Органически сочетая в себе высокую символику и исторический рассказ, это сооружение в полной мере раскрывает значимость такого события, как начало добычи нефти в Татарстане[146]:
- Памятник В. Д. Шашину был торжественно открыт в 1981 году за выдающийся вклад Валентина Дмитриевича Шашина в развитие нефтедобывающей промышленности Татарстана. Памятник расположен на пересечении проспекта им. Шашина и ул. Морякова[147][148].
- Аллея героев была торжественно открыта Героем Советского Союза Саматом Салаховичем Садриевым в 1970 году по проспекту 50 лет Победы (ул. Свердлова) в знак искренней благодарности и вечной памяти о героизме тех, кто привнёс свою крупицу на весы победы в Великой Отечественной войне[149]. Ныне на территории мемориала располагаются памятник павшим (1970 года), Вечный огонь (1970 года), 12 обелисков с бюстами Героев Советского Союза (1998 года)[150], Обелиск Славы (2002 года), барельеф трём полным кавалерам Ордена Славы (2010 года)[151], барельеф труженикам тыла (2011 года), барельеф увековечивающий память павших (2011 года)[152][153][154].
- Памятник В. И. Ленину. Торжественное открытие памятника состоялось в 1960 году на центральной площади им. Ленина[44]. Скульптура изображает В. И. Ленина в минуту выступления, его правая рука в решительном призыве обращена к народу. Памятник «Призывающий вождь» был создан скульптором Г. Д. Алексеевым, которому посчастливилось запечатлеть незабываемый образ Ленина непосредственно с натуры. Скульптура, получившая известность в 1924 году правительственной комиссией по увековечению памяти Ленина, была утверждена для широкого «воспроизведения и распространения» во многих городах Союза[155], а одна из них установлена в Лениногорске.
- Аллея заслуженных нефтяников была открыта в 2002 году по проспекту 50 лет Победы. На территории мемориала располагаются фонтан и 22 барельефа с именами и портретами тех, благодаря кому создавалась и развивалась нефтяная промышленность не только города и республики, но и всей страны в целом.
- Памятник М. Вахитову. Открытие памятника состоялась в 1970 году на пересечении пр. Ленина и ул. Кутузова. Памятник представляет собой установленный на постамент бюст татарского революционера и общественно-политического деятеля Мулланура Вахитова, возле памятника разбит небольшой сквер[44].
- Памятник Г. Тукаю. Торжественное открытие памятника состоялось в 2000 году на пересечении просп. Ленина и ул. Тукая. Памятник представляет собой установленный на постамент бюст знаменитого татарского поэта, литературного критика, публициста, общественного деятеля и переводчика Габдуллы Тукая[44][156].
- Монумент «Время». Открытие монумента состоялось в 1998 году на кольцевой развязке улиц: Набережной, Дружбы Народов, Промысловой, Первомайской. Монумент изображает механизм часов и был установлен на месте первых палаток нефтяников давших начало рождению города[44].
- Ротонда-стела, посвящённая первостроителям города. Открытие ротонды состоялось в 1955 году на территории парка культуры и отдыха им. М. Горького в честь основания города[44].
- Ротонда «Чёрная». Открытие ротонды состоялось в 2005 году на территории парка культуры и отдыха им. М. Горького в честь пятидесятилетия города[44].
- Памятник М. Горькому установлен в парке культуры и отдыха им. М. Горького. Водружённый на постамент памятник русскому писателю, прозаику и драматургу изображает Максима Горького во время прогулки по парку[157].
- Памятник ликвидаторам аварии на ЧАЭС. Торжественное открытие памятника состоялось в ноябре 2011 года инициатором установки памятника выступила Общероссийская общественная организация Союз «Чернобыль». В общей сложности на ликвидацию последствий аварии на Чернобыльской АЭС и других радиационных и экологических катастроф было направлено 190 лениногорцев, 69 из которых удостоены государственных наград[158][159].
- Памятник участникам локальных конфликтов. Торжественное открытие памятника состоялось в ноябре 2011 года инициатором установки памятника выступила общественная организация «Боевое братство». В общей сложности в горячих точках несли военную службу 720 лениногорцев, 63 из которых удостоены государственных наград[158][159].

## Культура

Памятник Максиму Горькому в парке культуры и отдыха им. М. Горького

В городе функционируют два крупных музея, восемь библиотек, выставочный зал, развлекательный центр.
- Музей нефти ПАО «Татнефть». Основан 1 октября 1968 года в помещении клуба вышкомонтажного треста «Татбурнефть». Он является первым музеем нефти на территории СССР. Фонды музея насчитывает свыше 1000 экспонатов. В экспозиции представлен богатый материал об истории разведки и добычи нефти и газа, и о тех, кто поднимал нефтегазовую отрасль[161].
- Краеведческий музей был открыт как музей боевой славы 8 мая 1985 года в честь 40-летия Победы в Великой Отечественной войне. В залах и фондах музея находится свыше 11 тысяч экспонатов. Наибольшую ценность представляют предметы этнографии и нумизматики, в том числе костюмы, украшения, оружие, предметы быта XIX—XX веков[162].
- Центральная библиотека им. Г. Тукая — крупнейшая библиотека города и района. Открылась 16 января 1957. Ежегодно услугами библиотеки пользуются 17 048 человек, которым выдаётся 369 883 книги. Фонд библиотеки на 2013 год составил 181 489 книг[163].

### Религия
На территории современного города Лениногорска до революции 1917 года существовали две церкви, обе из которых не сохранились до наших дней: Живоначальной Троицы, построена в 1864 году в селе Новая Письмянка, и Рождества Христова, построенная в 1802 году в с. Мартынове.
- Свято-Троицкий храм был построен в 1989 году на территории Восточного планировочного района. При Троицком приходе функционируют воскресная школа и библиотека[164].
- Храм-часовня Всех Святых был построен на городском кладбище в 2000 году[165].
- Мечеть «Ихлас» была открыта в 2006 году и состоит из двух молельных залов общей вместимостью 1,5 тыс. человек. При мечети открыт музей мусульманской культуры[166].

### Кладбища
В Лениногорске располагаются 3 православных и 1 мусульманское кладбища с общей площадью 52,34 га.

## Благоустройство

Монумент первооткрывателям нефти Татарии

Город — победитель Всероссийского конкурса «Самый благоустроенный город России» среди городов с населением менее 100 тысяч человек: в 2004 и 2007 годах был отмечен Почётным дипломом, в 2005 г. дипломом III степени, в 2006, 2008, 2011 годах дипломом II степени и тем самым выиграл денежные призы: за 2005 2 млрд.руб, за 2006 год 3,5 млрд.руб., за 2008 год 2,3 млрд рублей, которые должны были быть направлены на дальнейшее благоустройство города.

Монумент «Время»

Город, называемый зелёной жемчужиной Татарстана по количеству зелёных насаждений на одного человека, занимает одно из первых мест в стране, их общая площадь в пределах городской черты составляет 14,232 км, это почти половина от общей площади города.

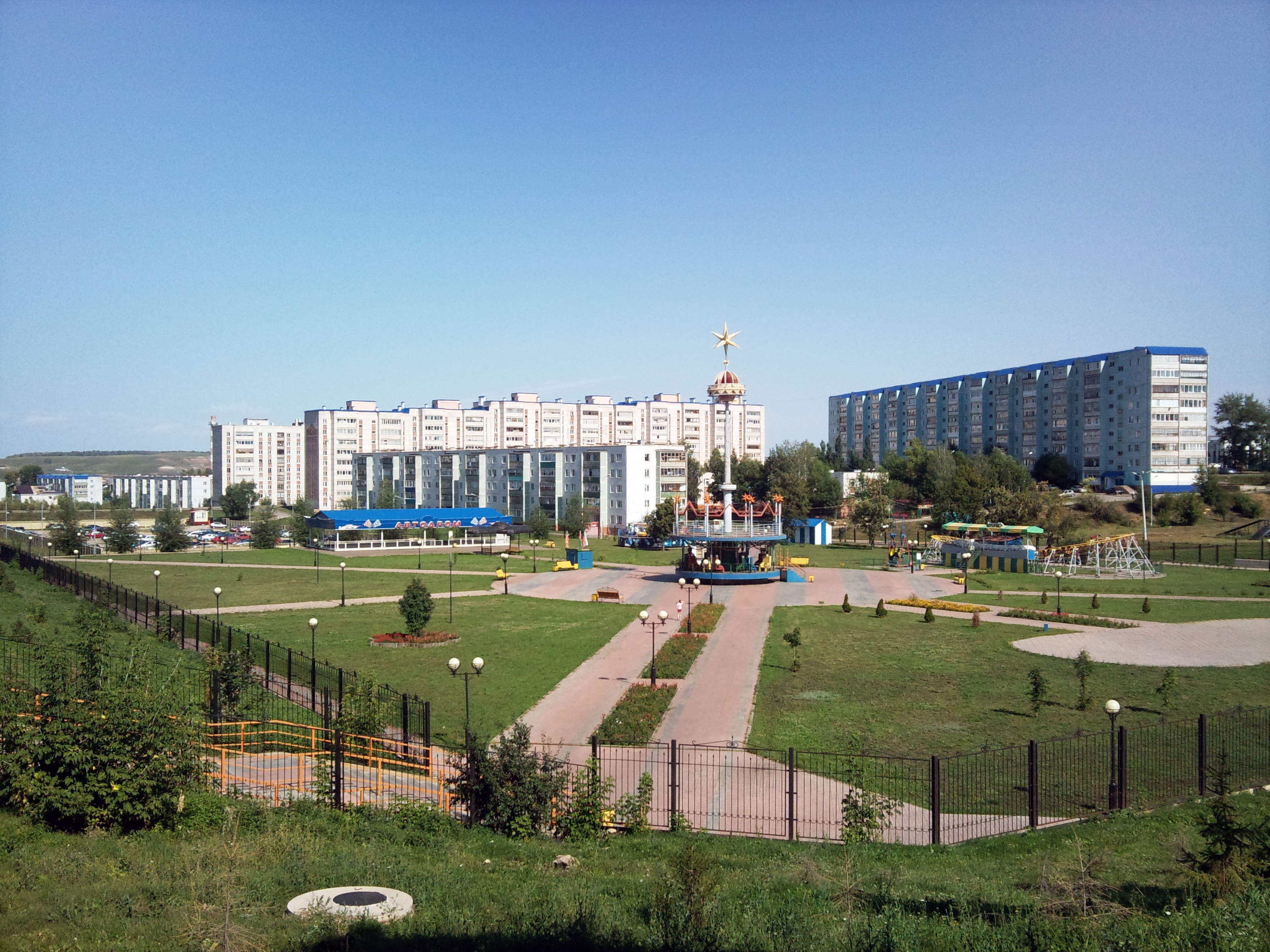
Парк «Юбилейный»

В 2008 году в Лениногорске началась реконструкция лесопарковой зоны. В рамках работ по благоустройству территории парка «Мэхэббэт» смонтированы декоративные мостики, установлен фонтан «Ак Барс» с цветной подсветкой, декоративные фонарики, произведён посев газонной травы. Ландшафтные работы производились в парке по улице Булгакова, где установлены фигурные клумбы и вымощены пешеходные дорожки. Созданы зоны отдыха на городских водоёмах, на месте бывших оврагов разбиты парк «Юбилейный» и «Мэхэббэт». На территории «Юбилейного» установлены аттракционы, завершено строительство спортивно-развлекательного комплекса с детскими площадками и аттракционами. Пешеходный маршрут, выполненный вдоль проспекта Ленина, который начинается от городской администрации и проходит через городские достопримечательности — фонтан и монумент нефти, завершается на вымощенной береговой линии, окружённой деревьями, прибрежными постройками и пляжем. С 2008 года не без помощи предпринимателей производится благоустройство пешеходных дорог. Полностью плиткой вымощены тротуары по улице Ленинградской, частично на Набережной, Куйбышева, Тукая, проспектах Ленина, 50 лет Победы, Шашина и ряде других улиц. В 2009 году достижения архитекторов и строителей Лениногорска были отмечены и на республиканском уровне. По итогам 2008 года «Благоустройство и озеленение» признано лауреатом республиканского конкурса «Эколидер».
В городе четыре парка, из которых в настоящее время действуют три. Наиболее крупным является Парк культуры и отдыха им М. Горького, излюбленное место отдыха горожан и гостей города. Он был создан в 1956 году на месте леса, расположенного в северной части города. В настоящее время активно проводится его реконструкция. В общей сложности за 2011 год планируется уложить 7 километров дорожного покрытия, а в 2012 году воссоздать аттракционы.

## Средства массовой информации

### Телевидение и радио

ТПУ «Лениногорск»

В 1958 году горкомом КПСС было принято решение о создании в г. Лениногорске телестудии для вещания телепередач на нефтяной регион. Под телевышку приспособили две буровые вышки, поставленные одна на другую. Первая пробная передача вышла в эфир 25 июня 1960 года. Передача, посвящённая 40-летию Татарской АССР, была подготовлена и проведена Луизой Ахтямовой. В декабре 1962 года в город пришло новое французское оборудование, в кратчайшие сроки была смонтирована новая телевышка по типовому проекту 413. Монтажом, наладкой и пуском занимались начальник телецентра С. Иванченко, главный инженер В. Филатов. С января 1963 года начались регулярные передачи Лениногорского телецентра. Мощность телевизионной радиостанции составляла 5/0,5 кВт, 6 ТВК с радиус зоны нормированного (умеренного) приёма 30 км. Проект 413 стал вторым ТЦ в Татарстане после Казанского. В 1965 году была введена в строй действующая РРЛ Казань — Лениногорск, радиус зоны нормированного приёма был увеличен до 50-60 км. Началась трансляция первой программы ЦТ. В настоящее время ТПУ «Лениногорск» является одной из трёх крупнейших в Татарстане и является частью магистральной РРП передающий сигнал на Уфу.
До конца 2012 года завершено строительство мощных станций (Нижнекамск, Набережные Челны, Лениногорск, Шемордан, Билярск, Чистополь) для передачи цифрового телевидения, увеличив распространение цифрового сигнала по республике до 70 %.
Местные телепрограммы выходят на канале «Лениногорск» и «ТНТ-Эфир Лениногорск».
Услуги кабельного телевидения предоставляет компания ТРК «ТВТ» (аналоговое, цифровое). Абонентам «Таттелеком» и «Татаиснефть» также доступно IPTV.
Помимо российских и татарстанских радиостанций, в городе вещает местное радио «Лениногорская волна».

### Печатные и электронные издания
В городе выходят следующие периодические издания:
- Газета «Лениногорские вести»[190] (издаётся с 1 января 1936 года) выходит в электронном и печатном виде, освещает деятельность органов местного самоуправления, даёт анализ событий, происходящих на территории города и района[191][192];
- Газета «Заман сулышы»[193] (издаётся с 1 июля 1990 года) — периодическое издание на татарском языке, освещает события в городе и районе[194];
- Газета «ЧП на Юго-Востоке» — еженедельная газета деловых людей[195];
- Газета «Ромашкинский феномен» (издаётся с 1 января 2003 года)[196].